# Moluskocid
Moluskocid je přípravek na hubení měkkýšů. Obecně jde o pesticid. Většinou se používají na hubení škodlivých plžů v zemědělství. Chemické moluskocidy se aplikují pouze při přemnožení měkkýšů, čemuž má předcházet integrovaná ochrana proti škůdcům (zejména preventivní opatření, mechanická a biologická ochrana). Vzhledem k jedovatosti některých moluskocidů by se měly používat opatrně tak, aby nezasahovaly jiné organismy.

## Jak fungují
- metaldehyd: požerkový a dotykový jed, účinkuje rychle, navíc vyvolává nadměrnou sekreci slizu a tím dehydrataci. Neúčinné na loukách, tam stačí vyrovnat ztrátu vody. V některých zemích lze používat v biozemědělství, ale pouze ve spojení s lapáky (ne přímo na zemi). Pro včely neškodný. Doporučuje se spíše za suššího počasí.
  - Přestože je metaldehyd z uváděných chemických moluskocidů nejméně škodlivý, stále je to jed a je tudíž nebezpečný! Např. iFauna uvádí otravu kočky domácí metaldehydem: „Metylaldehyd vyvolává působením žaludečních šťáv acidózu. Vzniká zánět žaludku a střev, projeví se zvracení, slintání, třesy, poruchy koordinace pohybu. Kočky se otráví pozřením návnady na slimáky.“[1]
  - Například mezi zahrádkáři existují rozpory ohledně možnosti použití pevného (suchého) lihu, což je známý pevný podpalovač, k hubení slimáků, jako náhrady za komerční produkty: Ten se ale nedá použít, protože se nejedná o metaldehyd, ale o urotropin (hexamethylentetramin)
- karbamáty: methiocarb (syn.: mercaptodimethur), thiodikarb. Dotykový, požerkový a nervový jed. Inhibují aktivitu enzymu cholinesterázy. Neblokují cholinesterázu ireverzibilně, tzn. že po interakci s enzymem se může aktivní část pesticidu (karbamyl) od enzymu odpojit a po jisté době (poločas hodiny–dny) dochází k reparaci poškozeného enzymu, který obnoví opět svoji funkci. Hubí hmyz, roztoče a měkkýše, odpuzuje ptáky a drobné hlodavce[2]. Nebezpečný pro včely (jedovatý), ryby a zvěř. Způsobuje také poruchy u žížal a u střevlíkovitých (Carabidae). Nesmí se používat v biozemědělství. Nutná je 14denní ochranná lhůta = nesmí se jíst ošetřené plodiny. Doporučuje se spíše v chladnějším počasí a za vlhka.
- fosforečnan železitý: Požerový jed, snižuje žravost a následně způsobuje smrt. Použití v biozemědělství podmínečně přípustno; nejméně toxický moluskocid (pro člověka a necílové organizmy).

## Komerčně dostupné moluskocidy
Chemické prostředky lze používat jen při přemnožení plžů. Někdy se doporučuje asi 2 dny po zasetí (při škodlivém výskytu plžů), protože jsou nástrahy přitažlivější. Perzistence je za sucha 5–6 dnů, za deště méně. Vhodné je používat chemické moluskocidy po dešti.

### Specifikace komerčně dostupných moluskocidů
V roce 2006 byly Státní rostlinolékařskou správou jako moluskocidy schváleny tyto přípravky:[zdroj?]

#### Schválené metaldehydy
- AZ Slug Pellets (metaldehyd), dávka: 15–30 kg/ha = 1,5–3 g / m2. Nesmí přijít do styku se zeleninou, rozhodit okolo. Netoxický pro Staphylinidae – drabčíkovití (Coleoptera – brouci) podle IOBC = Mezinárodní (čtyřstupňová) stupnice pro biologickou ochranu.

- Vanish Slug Pellets (metaldehyd, obsah účinné látky v balení: 4 %), granulovaná návnada, dávka: 15–30 kg/ha. Nesmí přijít do styku se zeleninou, rozhodit okolo (rozmetadlem). (Doporučená aplikace u řepky 5.–20. den po vysetí, až 15 kg/ha). Balení pro maloodběratele po 200 g, cena kolem 110 Kč.[3]

#### Schválené karbamáty
- Mesurol Schneckencorn (methiocarb, obsah účinné látky v balení: 2 %), návnada k přímému použití, dávka 5 kg/ha = 50 g / 100 m2 = 0,5 g / m2 nebo 45 granulí na m2 (3,5–7,5 kg/ha = 0,35–0,75 g / m2). Orientační cena ošetření na 1 ha je 1250 Kč. Nesmí přijít do styku se zeleninou, rozhodit okolo na cestičky. Ochranná lhůta je 2–3 týdny. Pro obilniny, luštěniny a řepku je ochranná lhůta 9 týdnů. Jedovatý pro včely. Toxicita pro tyto užitečné organismy: slabě toxický pro Staphylinidae – drabčíkovití. Velmi silně toxický pro: Phytoseiidae – draví roztoči (Acarina – roztoči), Anthocoridae – hladěnkovití (Heteroptera – ploštice), Coccinelidae – slunéčkovití (Coleoptera – brouci), Hymenoptera – blanokřídlí, Aphidiidae – mšicomarovití (Hymenoptera – blanokřídlí).[4]

- Mesurol WP 50 (methiocarb, účinná látka mercaptodimethur, obsah účinné látky: 50 %), smáčitelný prášek, dávka: 0,5 % nebo 5 g / 1 l vody. Balení pro maloodběratele po 50 g, cena kolem 100 Kč. Postřikování cestiček kolem záhonů, stolů a květináčů ve sklenících a zeleninových sadbách. Jedovatý pro včely, toxický pro čmeláka zemního (Bombus terrestris) tzn. nesmí být použit spolu se čmeláky, nesmí přijít do styku se zeleninou, ve skleníku se postřikují cestičky, stoly, květináče, apod. Toxicita pro tyto užitečné organismy – stejná jako u Mesurol Schneckencorn.[5]

#### Další schválené látky
- Ferramol Schneckenkorn (fosforečnan železitý, obsah účinné látky: 10 g/kg), výrobce NEUDORF, granulovaná návnada, dávka: 5 g/m2, přípravek je extrémně odolný proti vlhkosti, ochranná lhůta: žádná.[6]
- Marshal 25 EC, jako insekticid (karbosulfan [anglicky: carbosulphane], přeměňuje se na karbofuran, obsah účinné látky: 250 g/l). Používá se v množství 3 litry na hektar.[7]
- Nemaslug, jako makroorganický přípravek proti škodlivým plžům.

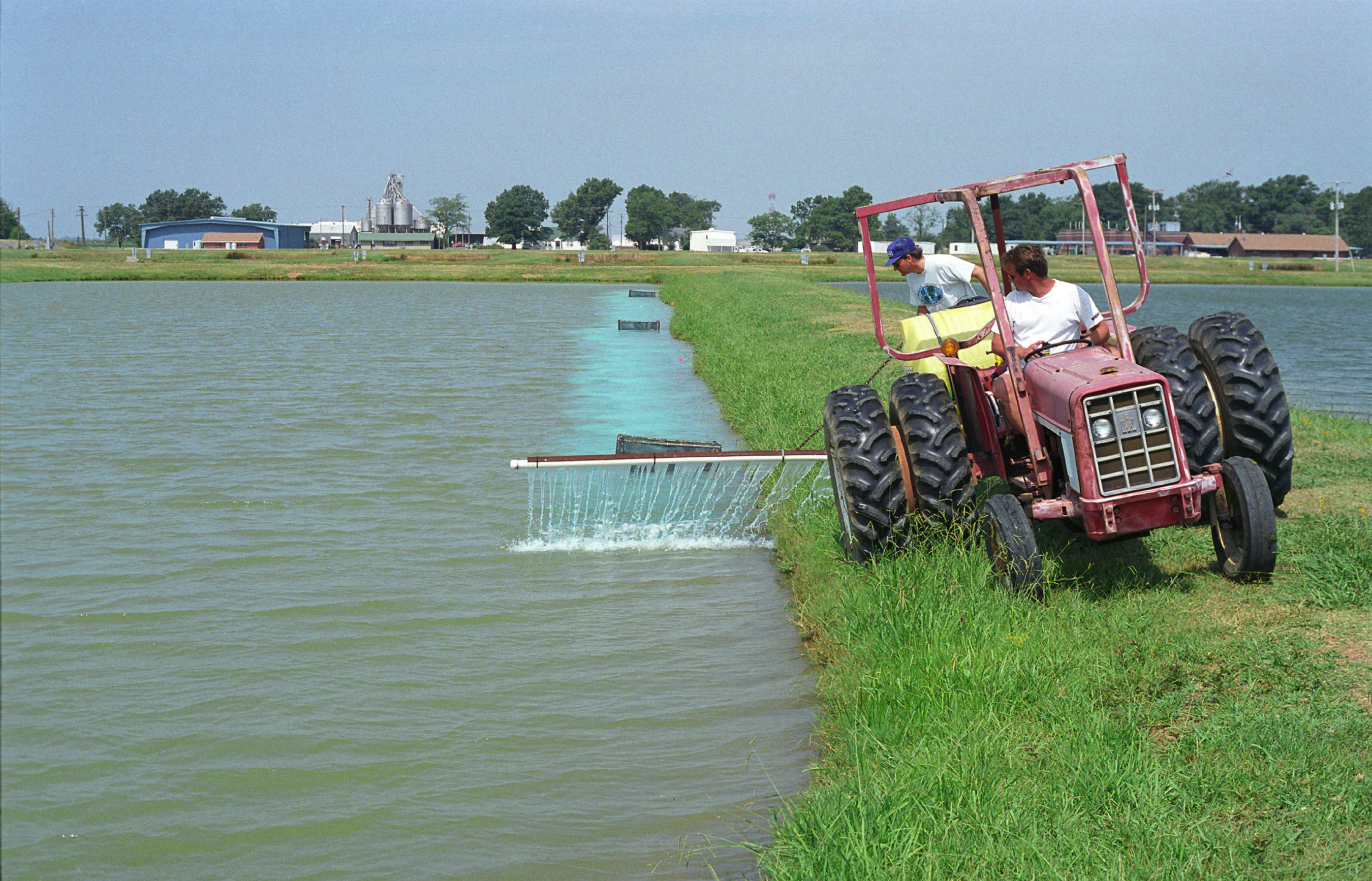
aplikace síranu měďnatého do experimentálního rybníka

## Další moluskocidy
- kofein
- síran měďnatý (CuSO4) a kyselina citrónová – jsou používány na likvidaci vodních plžů – mezihostitelů motolic.
- niklosamid[8]
- síran hlinitý
- tributylcínoxid (TBTO)
- didecyldimethylamoniumchlorid (DDAC)